# Pilar (Duque de Caxias)

O Pilar é um bairro de Duque de Caxias em cujo local situava-se a sede da antiga freguesia de Pilar do Iguaçu. Tem como principal ponto turístico a antiga Igreja Paroquial Nossa Senhora do Pilar, patrimônio histórico-nacional cuja construção atual data do ano de 1720.
Pilar já foi um Distrito de Nova Iguaçu, porém Pela Lei Estadual n.º 1.528, de 25-11-1918, o distrito de Pilar passou a denominar-se Xerém, Pelo Decreto Estadual n.º 641, de 15-12-1938, é criado o distrito de Belford Roxo, e anexado ao município de  Nova Iguaçu. Sob o mesmo Decreto é extinto o distrito de Pilar, sendo seu território anexado ao distrito de Estrela do mesmo município de Nova Iguaçu.
No local havia um porto fluvial onde se iniciava o Caminho Novo, estrada que conduzia até as Minas Gerais durante o apogeu do ciclo do ouro. O porto foi bastante utilizado até quando se construíram as primeiras estradas de ferro que ligavam a baixada Fluminense com Petrópolis e depois com o interior do estado do Rio de Janeiro. D. Pedro I costumava utilizar o porto quando seguia em viagem do Rio de Janeiro até Petrópolis. 

## Como chegar ao Bairro e a Igreja do Pilar
Da próspera freguesia só restou a igreja de Nossa Senhora do Pilar do Iguaçu, localizada bem próxima da refinaria Duque de Caxias, tombada como patrimônio histórico nacional. Perto ainda podem ser vistas algumas ruínas do antigo porto de Pilar do Iguaçu.
Para visitar a histórica Igreja de Nossa Senhora do Pilar do Iguaçu e as ruínas do porto de Pilar do Iguaçu, deve-se ir pelo bairro Lote XV em Belford Roxo, pela Av. Governador Leonel de Moura Brizola ou pela BR-040 até chegar ao bairro Pilar, em Duque de Caxias.Este bairro opera linhas intermunicipais:
- 445-L Nova Iguaçu X Xerém Via Pilar/Rodovia Washington Luis(Transportes Flores LTDA)
- 405-L Caxias x Piabetá(Auto Ônibus Vera Cruz)
- 407-L Caxias X Raiz Da Serra(Auto Ônibus Vera Cruz)
- 511 Caxias X Parque Paulista via Lote XV(Trel - Transturismo Rei)
- 513-L Caxias X Nova Campinas via Lote XV(Trel - Transturismo Rei)
- 505-L Caxias x Ypiranga Via Lote XV/Pilar(Trel - Transturismo Rei
- 508-L Caxias X Saracuruna Via Lote XV/Pilar(Trel - Transturismo Rei)
- 509-L Caxias X Cangulo Via Pilar E Lote XV(Trel - Transturismo Rei)
- 555-L Caxias X Campos Eliséos Via Pilar/Saracuruna/Lote XV(Viação União LTDA)
- 556-B Central X Jardim Do Ipê Via Pilar(Viação União LTDA)
- 557-L Caxias X Cidade Dos Meninos Via Fundação Cristo Redentor(Viação União LTDA)
- 558-L Caxias X Parque Eldorado Via Pilar(Viação União LTDA)
- 510-L Caxias X Raiz Da Serra Via Pilar/Lote XV(Trel - Transturismo Rei)
- 559-B - Parque São Vicente X Central(Viação União LTDA)
- 510-L Caxias X Raiz Da Serra Via Pilar/Lote XV(Trel - Transturismo Rei)

- Centro de Pilar
- Jurema
- Parque São João
- Parque Santo Antônio
- Santo Antônio